# 标准模型扩充
标准模型扩充 (SME) 是一个有效场论， 它包含了标准模型， 广义相对论和所有可以破坏洛仑兹对称的算符。
借助于这个一般的理论框架我们可以研究这种基本的对称性破缺。CPT对称破缺暗含洛伦兹对称破缺。
标准模型扩充包含了破坏和保持CPT对称的算符。

## 发展
Alan Kostelecký 和 Stuart Samuel在1989年证明了弦论中的相互作用可以导致自发洛仑兹对称破缺。
不久后的研究表明圈量子引力，非交换场论，膜宇宙学和随机动力学模型也同样包含了洛伦兹不变性的破缺。
由于一些关于量子引力的备选理论可以产生洛伦兹对称破缺，所以在过去的几十年里，涌现了大量关于洛伦兹对称破缺的研究。在二十世纪九十年代早期，研究表明在玻色子超弦理论中，弦相互作用也可以自发破缺CPT 对称，这预示着对于搜寻可能的CPT对称破缺信号，有着高精度的K介子干涉的相关实验将会大有前景。
SME的提出是为了协助关于洛伦兹和CPT对称的实验研究，这给了我们研究这些对称破缺的理论动机。在1995年，有效相互作用作为最初的一步被提出。
尽管洛伦兹破缺的相互作用源于弦论等的构建，但是在低能情况下SME中产生的有效作用量却独立于以它为基础的理论。在这个有效理论中，每一项都包含着以它为基础的理论中的张量场的平均值。由于普朗克尺度的抑制，这些系数的量级都非常小，而且理论上都是实验可测的。由于中性介子的干涉性质使得他们对于抑制效应非常灵敏，最初的实验考虑了这些中性介子的混合。在1997和1998年，Don Colladay 和Alan Kostelecký在合作写的两篇文章里第一次提出了平直时空中的最小SME。这项工作对标准模型中的粒子的洛伦兹破缺提供了一个理论框架，也为潜在的新实验搜寻提供了关于信号类型的信息。
在2004年，Alan Kostelecký发表了弯曲时空中包含洛伦兹破缺的主要项，
完成了最小SME的构架。在1999年，Sidney Coleman 和 Sheldon Glashow提出了一个关于SME的各向同性极限。
关于高阶洛伦兹破缺项，它们在包括电动力学等各类理论中被广泛研究。

## 洛伦兹变换：观测者和粒子
洛伦兹破缺表明在两个只相差一个粒子洛伦兹变换的系统中存在一个可测的差别。粒子和观测者洛伦兹破缺的差别对于理解物理学中的洛伦兹破缺十分重要。
在狭义相对论中，观测者洛伦兹变换把有着不同速度和方向的参考系中的测量联系起来。一个系统中的坐标和另一个系统中的坐标通过观测者洛伦兹变换联系起来-旋转，加速，或者两者的结合。由于这样的变换仅是坐标变换，对于处在两个不同参考系的观测者来说，物理定律是一样的。另一方面，同一观测者可以研究同一实验在旋转或者加速后的结果，这样的变换称为粒子变换，这是因为实验中的物质和场通过物理变换到了新的构形。
在惯用的真空中，观测者和粒子变换可以通过一种简单的方式联系起来-那就是其中一个是另一个的反变换。这种显然的等价通常被表述为主动和被动变换。但是，因为特定的背景场是对称破缺的来源，所以这种等价在包含洛伦兹破缺的理论中不成立。这些类似张量的背景场选择了特定的方向和依赖加速的效应。这些场存在于整个时空中，本质上是静态的。当对于其中某一个场灵敏的实验被旋转或者加速，也就是说，被进行了粒子变换，背景场仍然保持不变，这可能产生可观测的效应。由于坐标的变换不影响物理的本质，所以观测者洛伦兹变换对于包括与洛伦兹破缺有关的所有理论都成立。这种不变性在场论中通过表述成一个由相关时空指标缩并而成的标量拉格朗日密度来实现。当理论包含存在于整个宇宙中的特定SME背景场时，粒子洛伦兹破缺就产生了。

## SME建模
SME的拉格朗日密度由许多项构成，其中表示洛伦兹破缺的项是由标准场算符和控制洛伦兹破缺的系数缩并而成的观测标量。控制洛伦兹破缺的系数原则上可以由实验测定，因此这些系数并不是可以随意变化的参数。因为洛伦兹破缺是发生在普朗克尺度上的现象，所以这些系数应该非常小，我们可以用微扰理论来进行相当准确的计算。在有些情况下，其他原因会进一步限制洛伦兹破缺现象的观测。比如，迄今为止我们并未观测到与周围引力场有关的洛伦兹破缺现象，这可能是因为周围的引力场太弱的关系。一般而言，与其他相互作用相比，引力场中可能存在的洛伦兹破缺会更大一些。这一模型的稳定性和因果律也已经有了详细的研究。

## 自发性洛伦兹对称破缺
场论中有两种实现对称破缺的方式：人为地设定显性对称破缺项和按动力学演化的系统自发性对称破缺。Alan Kostelecký在2004年发表了一个洛伦兹破缺的关键性结果，那就是显性洛伦兹破缺会导致Bianchi等式和能动量以及自旋密度张量的守恒定律不相容，然而自发性洛伦兹破缺并没有这一矛盾。这一结果要求所有的洛伦兹破缺现象都是有动力学演化的自发性破缺。正式的研究显示Nambu-Goldstone模式是可能的洛伦兹破缺机制。Nambu-Goldstone定理说明自发性对称破缺必然伴随着零质量玻色子的产生。这些玻色子模式可以是光子，引力子，自旋相互作用 以及非自旋相互作用。

## 实验探索
SME模型能够计算给出实验中所有可能的洛伦兹破缺信号，因此它是实验领域里用来探索洛伦兹破缺的一个很好的工具。到现在为止，所有的实验结果都是以SME中控制洛伦兹破缺的系数的上限这一形式给出的。公布的结果所采用的参考系是日心系，其他惯性系中的实验结果也会转换成日心系中的数据来公布。这是因为日心系是实用而又精准的惯性参考系，可以在百年的时间单位上作为惯性系使用。
典型的实验是探索背景场和各种粒子特性的耦合，例如粒子的自旋，传播方向等。因为地球上的实验不可避免的相对于日心系有着转动，这就产生了一个洛伦兹破缺的关键信号。那就是所测得的洛伦兹破缺系数有随着周年的变化和随着恒星时的变化。由于地球绕太阳的转动是非相对论的，周年的变化一般会被减弱10−4。这就使得随恒星时的变化成为实验中主要搜索的洛伦兹破缺系数随时间的变化关系。
已有的涉及测量SME中洛伦兹破缺系数的实验包括：
- 宇宙源的双折射和色散
- 对钟实验（英语：Hughes–Drever experiment）
- 宇宙微波背景辐射的极化
- 碰撞实验
- 电磁共振腔
- 等价性原理
- 规范粒子以及希格斯粒子
- 高能天体物理观测
- 重力加速度测量
- 物质粒子干涉实验
- 中微子振荡
- K，B，D介子的振荡和衰变
- 粒子－反粒子对比（英语：Antimatter tests of Lorentz violation）
- 太阳系及其外的后牛顿引力学
- 第二代和第三代粒子
- 外太空任务
- 氢原子和反氢原子光谱
- 自选极化的物质粒子

所有的SME系数实验结果都列在洛伦兹以及CPT破缺数据表里。